# نووی سونچ
نووی سونچ (به لهستانی:  Nowy Sącz) یک شهر در لهستان است که در استان لهستان کوچک‌تر واقع شده‌است.

## خصوصیات
نووی سونچ ۵۷ کیلومترمربع مساحت و ۸۴٬۵۹۴ نفر جمعیت دارد و ۲۸۱ متر بالاتر از سطح دریا واقع شده‌است.

## خواهرخوانده
شهرهای نتانیا، ورانیه، گابرووو، البلنگ، کیشکونهالاش، نارویک، پرشف، شورته، ستارا لوبونیا، استری، تراکای، تارنوف، کیشکونهالاش، ماسا و سوژو خواهرخوانده‌های نووی سونتس هستند.